# Берестяни
Берестяни́ — село в Бісковицькій сільській громаді Самбірського району Львівської області України. Населення становить 701 особа.
Село розташоване на північний-захід від м. Самбір, за 4 км на захід від дороги Мостиська — Самбір (від с. Воля-Баранецька). До Берестян можна доїхати ще з півночі, від с. Рогізно.
Село Берестяни відоме, принаймні, від 1469 року. У 1619-1787 роках воно було власністю монастиря Бригідок з Самбора. 

## Пам'ятки архітектури
- Костел Пресвятої Діви Марії Королеви Польщі, 1912-1914

У селі перебудовують старий  костел. Це буде греко-католицька церква, священик о. Андрій Меліш.
Дали новий дах, з пятьма куполами, шостий на дзвіниці, поштукатурили зверху, пофарбували, дали нові вітражі на вікна. 28.08.2010 був обхід нової церкви.
Біля нової церкви поставили статую Пресвятої Богородиці (2009 р).
- Церква Успіння Пресвятої Богородиці, 1912 р.

Дерев'яна церква стоїть у кінці села, при вулиці. Вперше згадується у документах 1507 року. Привілей парафія отримала від дідички Ядвіги Козловської у 1744 році. Стара дерев'яна церква була зведена у 1747 році. Поруч з нею у 1912 році збудовано теперішню дерев'яну святиню, а стару розібрано у 1913 році. Церква була зачинена від 1950-х рр. по 1988 рік. Будівля хрестова у плані, до гранчастого вівтаря симетрично прибудовані ризниці, оточена вузьким піддашшям. Крім головного входу в бабинець із заходу існує бічний, також із заходу, у південному крилі нави. Усі стіни (крім восьмерика нави) вертикально шальовані дошками з лиштвами, мають високі арочні вікна. Восьмерик середхрестя нави накритий банею з ліхтарем і маківкою. На гребенях усіх двосхилих дахів поставлені на невеликих банях ліхтарі з маківками, тому візуально церква виглядає п'ятиверхою. На південній стіні бабинця можна побачити пам'ятну гранітну таблицю уродженцю Берестян, єпископу Івану Снігурському. Впадає у вічі класичне оформлення дверей церкви, а також велике, якісно зроблене розп'яття. Біля храму стоїть дерев'яна двоярусна дзвіниця, накрита наметовим дахом. Від півночі і заходу до церкви прилягає цвинтар, на якому високі дерева не дають повністю зафіксувати святиню. 7 жовтня 2012 року відбулося 100 -річчя храму Успіння Пресвятої Богородиці.
24.08.2010 була презентація книжки про с. Берестяни — автор В. Лаба, спонсор — депутат Львівської обласної ради, уродженець села М. Ваврин.

## Населення

### Мова
Розподіл населення за рідною мовою за даними перепису 2001 року:
| Мова       | Кількість | Відсоток |
| ---------- | --------- | -------- |
| українська | 698       | 99.86%   |
| російська  | 1         | 0.14%    |
| Усього     | 699       | 100%     |

## Відомі люди
- Єпископ Перемиський, Самбірський і Сяноцький Іван (Снігурський) — український греко-католицький церковний діяч, просвітянин, філантроп, меценат, зачинатель національного відродження у першій половині ХІХ ст. на найбільш західних етнічних українських територіях. Народився в Берестянах 1784 р. у сім'ї місцевого пароха.